# Ajos Teodoros (dystrykt Larnaka)
Ajos Teodoros (gr. Άγιος Θεόδωρος) – wieś w Republice Cypryjskiej, w dystrykcie Larnaka. W 2011 roku liczyła 663 mieszkańców.